# Erich Gold
Erich Andreas Gold (* 12. Mai 1899 in Wien; † 20. September 1979 ebenda) war unter dem Künstlernamen Erich Goltz in Berlin und Wien als Pressezeichner, politischer Karikaturist, Porträtist für Theater und Film sowie Cartoonist tätig. 1933 floh er als Jude aus Deutschland, 1938 aus Österreich. Im Exil in New York schuf er unter seinem neuen Namen Eric Peters politische Karikaturen, humoristische Cartoons sowie Storys für Comichefte. 1965 kehrte er nach Wien zurück und starb dort kinderlos am 20. September 1979. 

## Leben und Werk
Erich Gold stammte aus einer jüdischen Wiener Kaufmannsfamilie. Sein Vater Julius Gold starb 1904, seine Mutter Rosa Gold 1919. Verwandte in Berlin nahmen ihn 1920 auf. Er bewarb sich vergebens an der Kunstakademie am Steinplatz. In Berlin nahm er den Künstlernamen Erich Goltz an, kam in Kontakt zu den Reinhardt-Bühnen und schuf erste Schauspieler-Porträts. 1925/1926 zeichnete er in Neapel Karikaturen für die Tageszeitung Il Mattino und porträtierte den im Exil lebenden russischen Dichter Maxim Gorki. Als Il Mattino unter faschistischen Einfluss kommt, kehrt Erich Gold nach Berlin zurück und arbeitete für die Zeitungen 12 Uhr Blatt, Tempo, Der Montag Morgen, Die Welt am Montag. Sein größtes Interesse galt Schauspielerinnen und Schauspielern, doch er zeichnete auch im Gerichtssaal, in Boxarenen und Radstadien. Mit seinen Karikaturen und Szenenzeichnungen illustrierten die Zeitungen Theaterrezensionen und Filmnachrichten. 1927 stattete er eine Revue von Friedrich Holländer aus. Zudem schuf Goltz zahlreiche Anti-Nazi-Karikaturen, darunter für das Satiremagazin der SPD Der wahre Jacob. 1929 gründete er mit Kollegen in Berlin einen Verband der Pressezeichner. 1932 stattete er das Buch Matadore der Politik von O.B. Server (d. i. Georg Schwarz) mit 26 Politikerkarikaturen aus. Nach der Machtergreifung Hitlers 1933 musste er fliehen. In Wien verdingte er sich beim Wiener Tag, der Stunde und dem Tagblatt. 1934 ließ er sich katholisch taufen. Nach dem Einmarsch der Deutschen Wehrmacht in Österreich 1938 floh er nach Zürich und porträtierte dort das Ensemble des Schauspielhauses, wo viele Emigranten aus Deutschland und Österreich eine neue Heimat fanden.
In New York, wo er 1939 ankam, war Eric Peters bald mit Cartoons für The American Mercury, Esquire, Collin’s, The Saturday Evening Post, True, Look im Geschäft. 1946 heiratete er in dritter Ehe eine junge jüdische Schicksalsgefährtin: Lily Renée Willheim, geboren am 12. Mai 1921 in Wien. Unter dem Künstlernamen „Lily Rénee“ gestaltete sie Comics. Beide schufen zahlreiche Covers und Szenarios für die Serie Abbott and Costello im Verlag St. John. Nach der Scheidung 1952 und dem Ende des „Golden Age“ der Comics Books verarmte Eric Peters. Lily Renée Peters heiratete 1953 Randolph Godfrey Phillips. Eric Peters nahm noch einmal eine Wienerin zur Frau und kehrte mit ihr 1965 nach Wien zurück. Er verkaufte Hunderte seiner in die Emigration mitgenommenen Zeichnungen 1974 der Österreichischen Nationalbibliothek – heute Theatermuseum – und starb 1979. 
Die humoristischen Cartoons aus seinem Nachlass wurden 1999 in einem Wiener Auktionshaus versteigert. Mit dem Wechsel des Namens wollte er auch seine jüdische Herkunft vergessen machen – was ihm so vollkommen gelang, dass sein Werk und sein Schicksal erst seit 2017 wiederentdeckt wurden, als Blätter von seiner Hand aus dem Nachlass der Historikerin Brigitte Hamann ausgestellt werden sollten.
Erich Golds Schwester Frieda Gold, später Gold-Boulle, geboren 1893, wurde 1941 aus Wien deportiert und in Modliborzyce (Polen) ermordet.